# 皮爾斯伯里 (明尼蘇達州)
皮爾斯伯里（英語：Pillsbury）是位於美國明尼蘇達州托德縣的一個非建制地區。

## 地理
皮爾斯伯里所處的海拔為高於海平面361米（即1184英呎），而該地所採用的時區為UTC-6，即北美中部時區（CST）。同時該地設有夏令時間，為UTC-6調快一小時，即UTC-5（CDT）。